# Jüdische Gemeinde Schlipsheim
Die Jüdische Gemeinde in Schlipsheim, einem heutigen Stadtteil von Neusäß im Landkreis Augsburg in Bayern, bildete sich Anfang des 18. Jahrhunderts und existierte bis in die 1860er Jahre.

## Geschichte
Die Ortsherrschaft nahm mehrere jüdische Familien Anfang des 18. Jahrhunderts auf und ließ für ihre Unterbringung ein großes Haus (Schlipsheimer Straße 124, 126, 128), das sogenannte Judenhaus, errichten. Im Jahr 1701 wird ein Abraham Leve aus Schlipsheim genannt, 1710 Benjamin Leve und 1712 Berle Leve und Isaac Leve von Schlipsheim. In den Jahren 1744 bis 1746 wird der Pferdehändler Santer Guggenheimer aus Schlipsheim aktenkundig. 
Die Zahl der jüdischen Einwohner am Ort betrug zwischen 35 und knapp 50 Personen. Die jüdische Gemeinde besaß einen Betsaal, ein Zimmer für den Religionsunterricht der Kinder sowie eine Mikwe, an die noch der Flurname Judendauche erinnert. Die Toten der jüdischen Gemeinde wurden auf dem jüdischen Friedhof in Kriegshaber beigesetzt. Die jüdische Gemeinde hatte einen Lehrer angestellt, der zugleich als Vorbeter und Schochet tätig war.  
Die jüdischen Familien wohnten noch bis Mitte des 19. Jahrhunderts in dem oben genannten Judenhaus. Im Jahr 1808 kauften die neun jüdischen Familien im Ort jeweils ein Neuntel dieses Hauses. 1840 hatten folgende Familien je ein Neuntel Anteil: Jakob Löffler, Isak Weil, Isak Wölsch, Abraham Gruber, Sara Fränkl, David Heinemann, Lazarus Groß, Gottlieb Michl (vor 1823 Jonas Hirschmann) und Karoline Gruber. 1852 lebten 40 Personen im Judenhaus, 18 Juden und 22 Christen. Bis in den 1860er Jahren sind fast alle jüdischen Familien von Schlipsheim verzogen, vor allem nach Augsburg, wo die wirtschaftlichen Bedingungen günstig waren. 

## Persönlichkeiten
Aus Schlipsheim stammt der jüdische Maler und Kunsthändler David Heinemann, der in München eine der bedeutendsten Kunsthandlungen Europas aufbaute. 